# Swarzewo
Swarzewo (kaszb. Swôrzewò, niem. Schwarzau) – wieś w Polsce położona w województwie pomorskim, w powiecie puckim, w gminie wiejskiej Puck, na Kaszubach. Miejscowość z przystanią morską dla rybaków (pas plaży). W latach 1466–1772 Swarzewo było królewszczyzną królów polskich. Wieś królewska w starostwie puckim w powiecie puckim województwa pomorskiego w II połowie XVI wieku. W okolicy wsi występują nieeksploatowane jeszcze złoża soli kamiennej i soli potasowo-magnezowej. W Swarzewie znajduje się oczyszczalnia ścieków.
Miejscowość jest siedzibą parafii rzymskokatolickiej, należącej do dekanatu Puck w archidiecezji gdańskiej.

## Położenie
Swarzewo jest położone na Pobrzeżu Kaszubskim, na zboczu Kępy Swarzewskiej.  Znajduje się przy drodze wojewódzkiej nr 216, na Kaszubach.
W latach 1975–1998 miejscowość administracyjnie należała do województwa gdańskiego.

## Historia

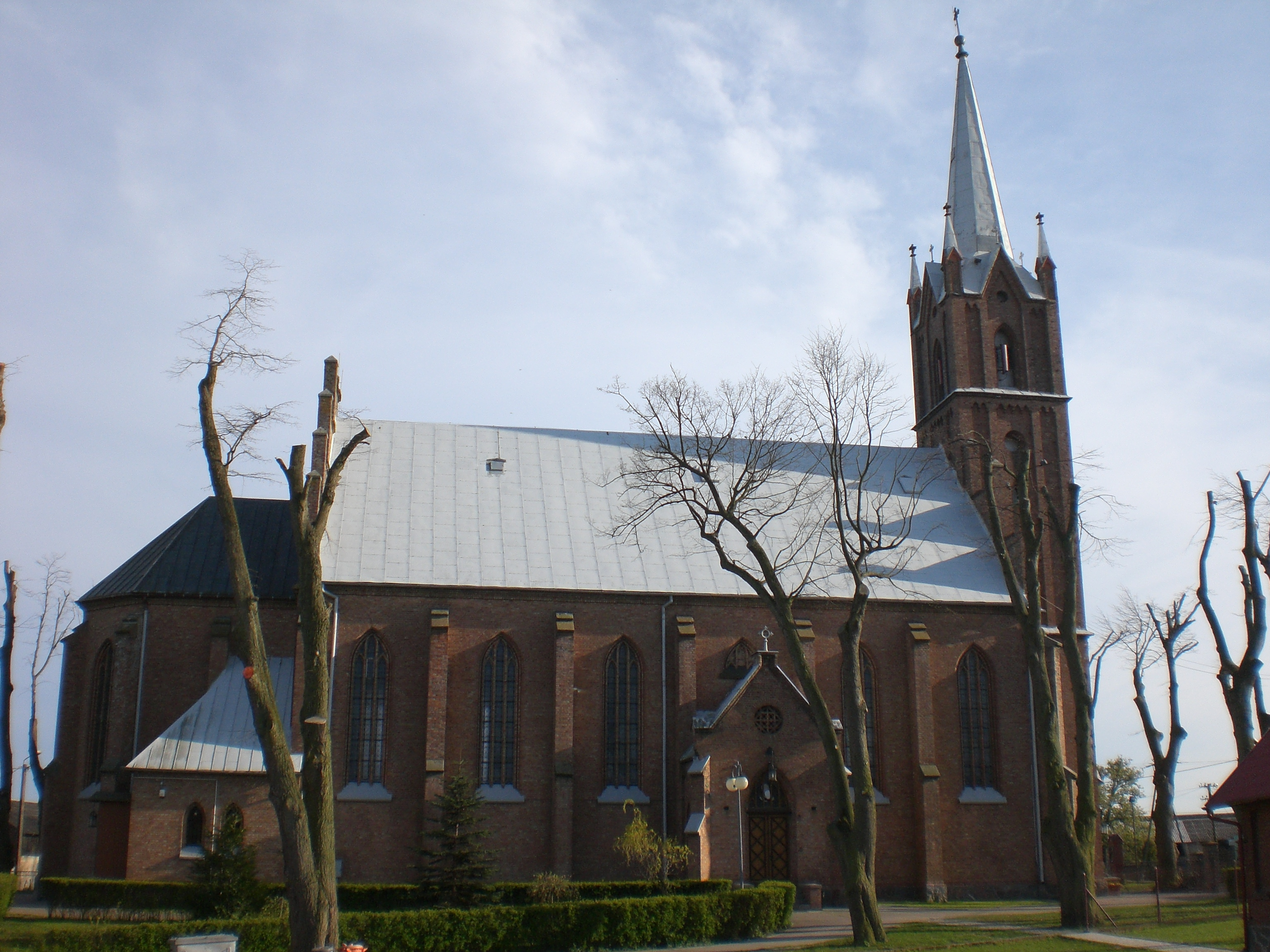
Kościół

Ślady osadnictwa na terenie Swarzewa pochodzą z epoki brązu, w 1877 r. w Swarzewie odkryto cmentarzysko około 100 grobów skrzynkowych z tamtego okresu. Wieś Swarzewo została lokowana we wczesnym średniowieczu. Od 1308 r. wieś znajdowała się na terenach należących do Krzyżaków, w komturstwie gdańskim. 
W 1340 r. Swarzewo ponownie zostało lokowane na prawie chełmińskim przez komtura Winrycha von Kniprode, wtedy też po raz pierwszy pojawiła się nazwa wsi. Około 1400 r. w Swarzewie został zbudowany kościół filialny Łebcza.
Od 1466 r., po przyłączeniu do Korony Królestwa Polskiego, Swarzewo było administrowane przez starostów puckich. W XVI i XVII wieku było wsią folwarczną z karczmą. Od 1772 r., po I rozbiorze Polski i przyłączeniu do Królestwa Prus, Swarzewo należało do skarbu pruskiego. 
W 1880 r. zbudowano kościół swarzewski, który stoi do dziś. Przed 1920 r. podczas zaborów wieś nosiła nazwę niemiecką Schwarzau.
Na koniec roku 1892 Swarzewo miało 520 mieszkańców, w tym (wg języka ojczystego), 501 Kaszubów katolików, 1 Polaka, księdza katolickiego i 18 Niemców (7 katolików, 11 ewangelików).
W 1913 r. było w Swarzewie 4 większych posiadaczy ziemskich: J. Kuzel, A. Patok, F. Plinski, J. Proena; 3 karczmarzy Johannes Kandau, Theophil Meyer i Joseph Konkol, którzy równocześnie prowadzili sprzedaż towarów kolonialno-spożywczych. Joseph Konkol prowadził też handel drewnem. Młynarzem był Theodor Hintz, kowalem Johann Bobbla, szewcem Johann Rohn, stolarzem August Ustarbowski, a zegarmistrzem Jul. Mudlaff. Joseph Konkel oprócz karczmy i handlu drewnem prowadził też cegielnię. Właścicielem drugiej był również karczmarz, Theophil Meyer. Dwóch swarzewskich rybaków zajmujących się handlem rybami to: J. Budzisz i A. Kohnke.
Od końca I wojny światowej wieś należy ponownie do Polski, z przerwą podczas okupacji niemieckiej w latach 1939-1945.

## Zabytki, atrakcje i elementy zagospodarowania

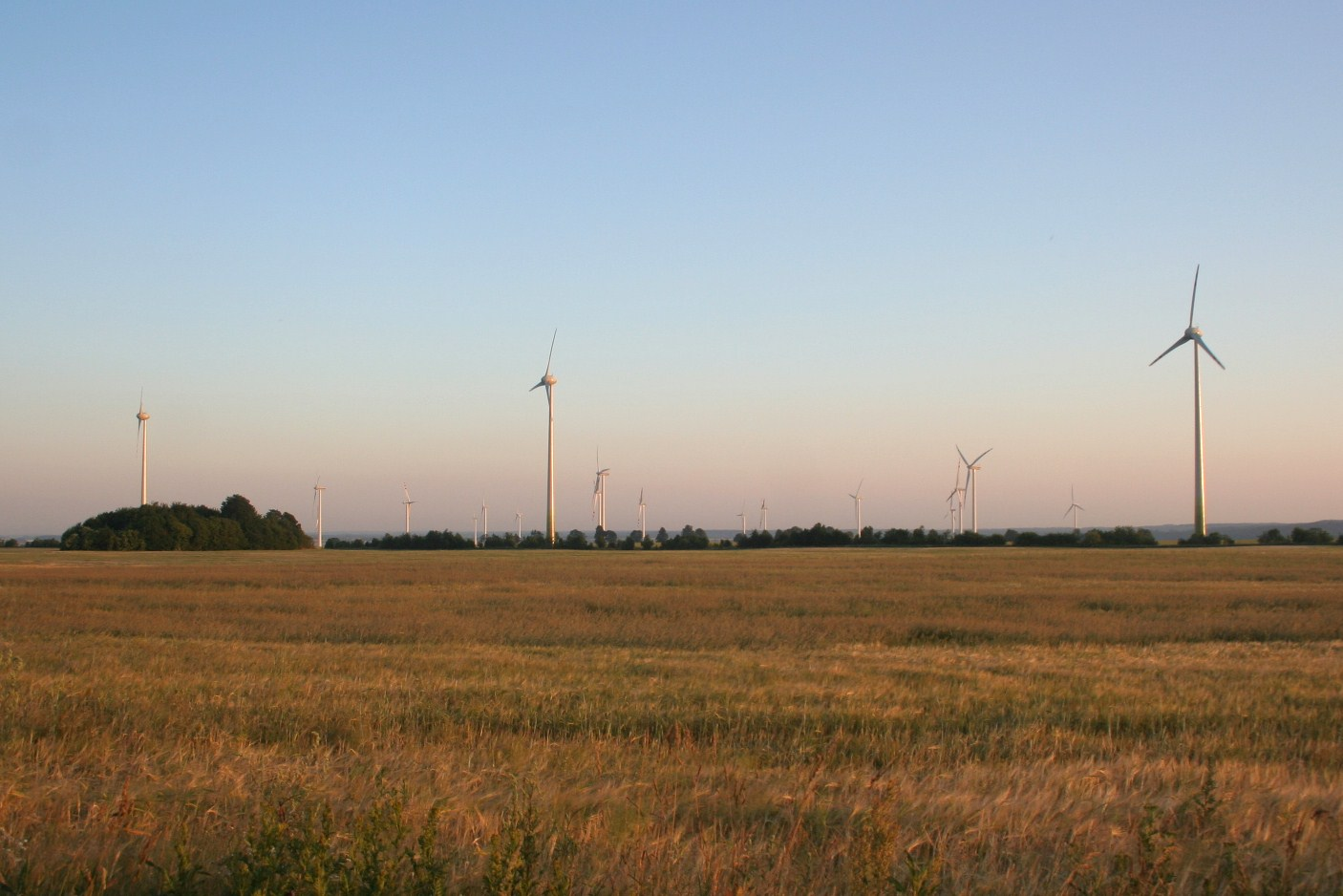
Elektrownia Wiatrowa Swarzewo

- kościół Narodzenia Najświętszej Maryi Panny, neogotycki z 1880 r. z wyposażeniem wnętrz sięgającym XV wieku
- kapliczka z 1775 r. (wewnątrz studzienka z uzdrawiającą wodą)[12]
- plaża nad Zatoką Pucką[13]
- mały skansen rybacki
- wykopaliska archeologiczne sprzed dwóch i pół tysiąca lat (groby skrzynkowe)
- pozostałości zatopionego w Zatoce Puckiej lasu
- klif Swarzewski
- Elektrownia Wiatrowa Swarzewo
- najpopularniejszymi atrakcjami w Swarzewie są Labirynt w polu kukurydzy, Przystań z wypożyczalnią sprzętu wodnego oraz ścieżka rowerowa przebiegająca wzdłuż Zatoki[14]

## Sanktuarium

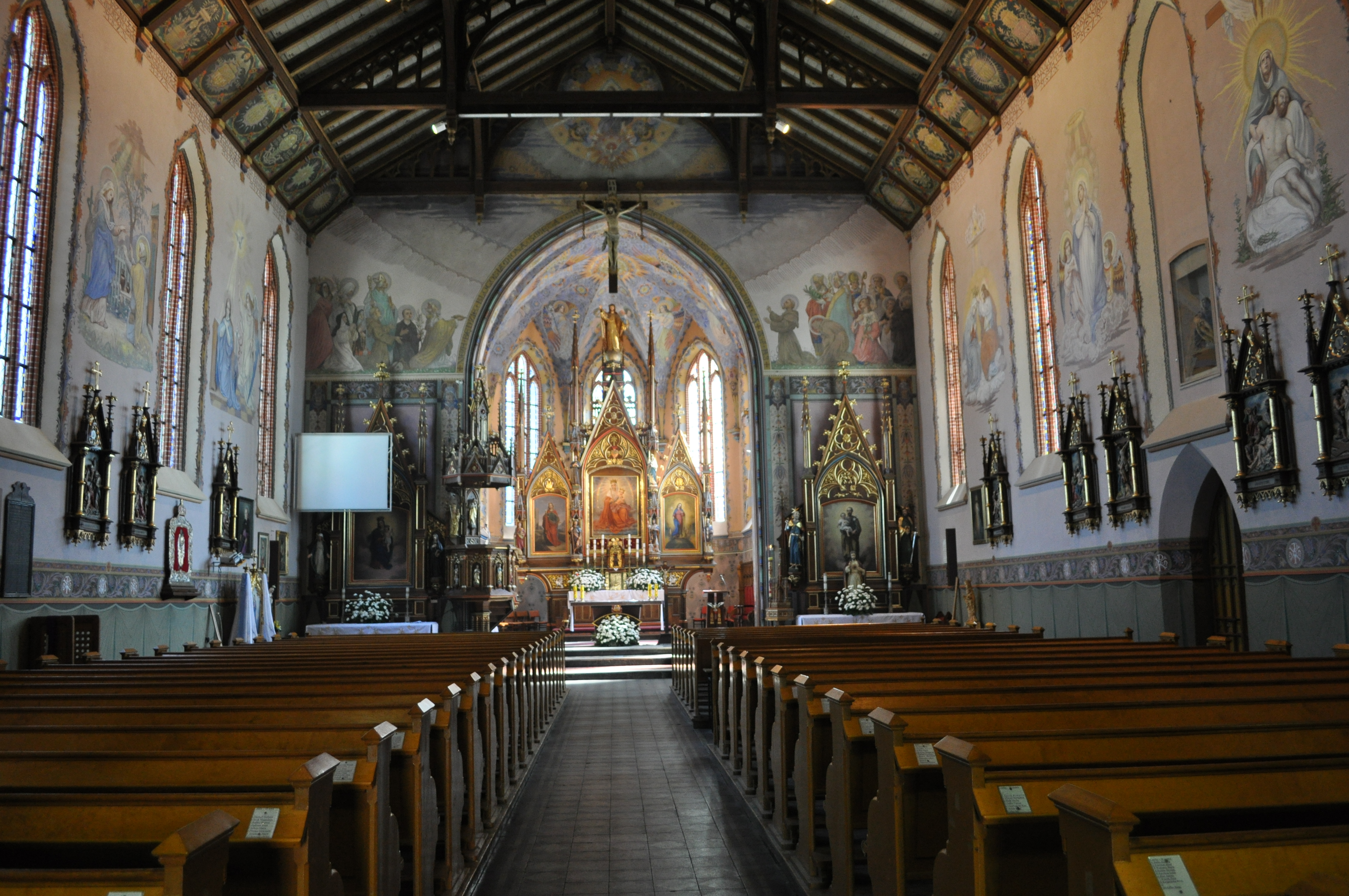
Wnętrze kościoła w Swarzewie

Znajduje się tu znane sanktuarium Matki Bożej Królowej Polskiego Morza. W kościele z XIX wieku, trzecim z kolei w tym miejscu, czczona jest pochodząca z XV wieku cudowna figura Matki Boskiej Królowej Polskiego Morza, zwana Opiekunką Rybaków. Według legendy przypłynęła ona morzem z rozbitego statku, z którego uratowali się żeglarze. W kościele znajduje się również obraz - mapa z 1684 r., przedstawiający Zatokę Pucką oraz kościoły w Helu, Pucku i Swarzewie.
Niedaleko kościoła znajduje się kapliczka zbudowana przez rybaków w 1775 r. na planie koła. Według legendy stoi ona w miejscu, gdzie jest studzienka, przy której objawiła się cudowna figurka. W środku kaplicy znajduje się studzienka, a także tablica z opisem historii figurki.
Odpusty odbywające się w Swarzewie w pierwszą niedzielę po 16 lipca i 8 września uważane są za jedne z najważniejszych na Kaszubach, zaś sama miejscowość została nazwana "Kaszubską Częstochową". W czasie pielgrzymek na te odpusty odbywają się słynne pokłony feretronów.

## Urodzeni w Swarzewie
- Antoni Pomieczyński – polski duchowny katolicki, proboszcz w Lisewie, działacz społeczno-narodowy w ziemi chełmińskiej[16].